# Kapalojärvi och Lehmäjärvi
Kapalojärvi och Lehmäjärvi är en sjö i kommunen Jämsä i landskapet Mellersta Finland i Finland. Arean är 35 hektar och strandlinjen är 5,14 kilometer lång. Sjön  ingår i Kymmene älvs huvudavrinningsområde.   Den ligger omkring 62 kilometer söder om Jyväskylä och omkring 170 kilometer norr om Helsingfors. 